# Калифорнийска гладкоглавка
Калифорнийските гладкоглавки (Alepocephalus tenebrosus) са вид актиноптери от семейство Alepocephalidae.
Таксонът е описан за пръв път от Чарлз Хенри Гилбърт през 1892 година.